# Katharina Hagena
Katharina Hagena, née le 20 novembre 1967 à Karlsuhe est une écrivaine, professeure d'université, allemande.

## Biographie
Katharina Hagena étudie l'anglais et l'allemand aux universités de Marbourg, de Londres et de Fribourg. Grâce à une bourse de recherche de la Fondation Gottlieb Daimler et Carl Benz elle effectue, en 1994, un séjour de recherche à la Fondation James Joyce de Zurich. En 1995 elle soutient une thèse de doctorat sur Ulysse (roman) de James Joyce (Was die wilden Wellen sagen. Der Seeweg durch den Ulysse). Durant deux ans elle travaille au service allemand d'échanges universitaires au Trinity College de Dublin. Elle obtient ensuite des postes d'universitaire aux universités de Hambourg et de Lunebourg. Après la publication de son premier roman elle s'installe à Hambourg et vit comme écrivaine indépendante. 

## Publications
Son premier roman, Der Geschmack von Apfelkernen, est publié en 2008 et rencontre un grand succès : plus d'un million et demi d'exemplaires vendus dans le monde entier, traduit en 28 langues et adapté pour le cinéma en 2013. En France, la version traduite sous le titre de Le Goût des pépins de pomme (trad. par Bernard Kreiss, Paris, éd. Anne Carrière, 2010, 267 p.) bénéficie de critiques très positives. Jean-Louis Ezine dans le Nouvel Observateur écrit : «la quintessence du genre domestique [se] donne rendez-vous dans une vieille demeure des plaines du nord, décor de l'éternelle intrigue : secrets de famille chuchotés sous les arbres, deuils, héritages, adultères, cachotteries dans l'été finissant, silence, oubli. Mais ici, la fidélité aux traditions n'est qu'apparence. Sous le charme de la comédie se laisse deviner une vérité obstinément dérobée au langage, que tout à la fois le récit feint d'ignorer et dont il reçoit tout son sens... Masqué en aimable bluette, enraciné au pommier patrimonial où trois générations s'affairent à leur compote, voici un pur chef-d'œuvre, pépins compris ». Ce roman obtient en 2011 le prix du livre de poche, choix des libraires.
Les livres que publie ensuite Katharina Hagena sont les suivants :
L'envol du héron, trad. par Corinna Gepner,   Paris, éd. Anne Carrière, 2013, 292 p.
Le Bruit de la lumière,  trad. par Corinna Gepner,   Paris, éd. Anne Carrière, 2018, 250 p.